# جاک آئرد
جاک آئرد (انگلیسی: Jock Aird; ۱۸ دسامبر ۱۹۲۶ – ۱۴ ژوئن ۲۰۲۱) بازیکن فوتبال اهل اسکاتلند-نیوزیلند بود.
از باشگاه‌هایی که در آن بازی کرده‌است می‌توان به باشگاه فوتبال برنلی اشاره کرد.
وی همچنین در تیم‌های ملی فوتبال اسکاتلند بی، اسکاتلند، و نیوزیلند بازی کرده‌است.